# دهستان ایل‌گورک
دهستان ایل گورک یا دهستان ایل گورک مکری نام دهستانی در بخش مرکزی شهرستان بوکان، استان آذربایجان غربی در ایران که محل سکونت ایل گورک می‌باشد. براساس سرشماری مرکز آمار ایران در سال ۱۳۸۵، جمعیت آن ۵۷۹۸ نفر (۹۱۹ خانوار) بوده‌است.